# Alegeri legislative în Italia, 1994
Alegerile politice italiene din 1994 au avut loc pe 27 și 28 martie. S-a votat în două zile consecutive pentru a veni în întâmpinarea cerințelor comunităților ebraice, care pe 27 martie au sărbătorit Paștele.

## Cadru politic
Aceste alegeri au venit în urma unor evenimente care au modificat în mod semnificativ cadrul politic italian.
Evenimentele politice de la începutul anilor '90, au determinat o redefinire a referințelor  de identitate în care subiectele politice erau purtătorii de cuvânt: deci a implicat împingerea  către reînnoire în aripa stângă.
În 1992 și 1993 a existat o criză severă a politicii italiene, o consecință a scandalului de la Tangentopoli și a inchiziției judiciare (Mani Pulite): vestea gravelor fapte de corupție a dus la pierderea susținerii partidelor tradiționale, care până atunci au exercitat un rol dominant în politica italiană.
În 1993 în urma unui referendum a fost adoptată o nouă lege electorală, așa zisa "lege Mattarella", noul sistem electoral era mixt în mare parte și proporțional. 75% din locuri (475 pentru Camera Deputaților și 232 pentru Senat) sunt alocate printr-un sistem uninominal majoritar, restul de 25% din locuri(155 pentru Camera Deputaților și 83 pentru Senat) printr-un sistem proporțional . Pentru cea mai mare parte, țara este împărțită în nenumărate colegii, în care există  locuri pentru a putea fi completate, obține locul subiectul care în colegiu a obținut  cea mai mare parte a voturilor.
Toate aceste schimbări a determinat să se vorbească despre Prima Republică și a-2-a Republică.
După o perioadă de mari schimbări principalele subiecte ce au reprezentat noul scenariu politic au fost:
- Partidul Democrat de Stânga de către instanțele Partidului Comunist Italian
- Partidul Popular Italian-instanțele creștin democrat
- Forța Italia ce a coagulat în jurul lui Silvio Berlusconi segmente de electorat liberal, ex-socialiste, ex-democrat, creștin și amplasarea acestora în centru-dreapta.
- Alianța Națională- instanțele Mișcării Socialiste Italiene

Diferitele partide politice s-au prezentat  în cadrul unei noi coaliții neanticipând sistemul bipolar. Au fost 3 coaliții:
- Alianța Progresiștilor, condusă de Achille Occhetto, el însuși propunând coaliția de centru-stânga, era format din Partidul Democratic de Stânga "Rifondazione Comunista ","Federazione dei Verdi", Partidul Socialist Italian , Alianța Democratică și Creștino-Sociali.
- Polul libertăților și Polul Guvernului se prezentau drept coaliții  de centru-dreapta, inter-conexe, sub conducerea lui Silvio Berlusconi. Polul libertății cuprindea Forța Italia și Liga de Nord , iar Polul Guvernului  cuprindea Forța Italia și Alianța Națională, ambele coaliții includeau centrul creștin democratic  și câteva formațiuni mai mici(Uniunea de centru  și Partidul Democrat Liberal).
- Pactul pentru Italia condus de Mariotto Segni, ce a propus drept coaliție de centru alianța formată din Partidul Popular Italian și "Patto Segni".